# Lars-Björn Freier
Lars-Björn Freier (* 2. Juli 1971) ist ein ehemaliger deutscher Hallen- und Beachvolleyballspieler.

## Karriere
Lars-Björn Freier begann 1985 mit dem Hallenvolleyball beim TSC Berlin. Er war aktiv in den Juniorennationalmannschaften der DDR und der Bundesrepublik Deutschland sowie in der deutschen Nationalmannschaft. Freier spielte bei den Bundesligisten TuS Kriftel, SCC Berlin, Post Telekom Berlin, Eintracht Innova Berlin, Volley Dogs Berlin und VV Leipzig. Mit dem USV Salzburg wurde er 1994 österreichischer Meister und Pokalsieger. Seine Hallenkarriere ließ Freier in der Regionalliga beim USV Potsdam ausklingen. Seit 1991 spielte Lars-Björn Freier auch sehr erfolgreich im Beachvolleyball. Mit Christian Tiemann holte er 1992 den ersten Deutschen Meistertitel und nahm 1993 an der inoffiziellen Weltmeisterschaft in Rio de Janeiro teil. Von 1995 bis 1999 waren Thomas Brall, Uwe Körner und Vincent Lange seine Partner.